# Мертел-Пойнт (Орегон)
Мертел-Пойнт (англ. Myrtle Point) — місто (англ. city) в США, в окрузі Кус штату Орегон. Населення — 2475 осіб (2020).

## Географія
Мертел-Пойнт розташований за координатами 43°3′43″ пн. ш. 124°7′59″ зх. д. / 43.06194° пн. ш. 124.13306° зх. д. (43.061974, -124.133073).  За даними Бюро перепису населення США в 2010 році місто мало площу 4,19 км², з яких 4,16 км² — суходіл та 0,03 км² — водойми.

### Клімат
| Клімат : Мертел-Пойнт   | Клімат : Мертел-Пойнт | Клімат : Мертел-Пойнт | Клімат : Мертел-Пойнт | Клімат : Мертел-Пойнт | Клімат : Мертел-Пойнт | Клімат : Мертел-Пойнт | Клімат : Мертел-Пойнт | Клімат : Мертел-Пойнт | Клімат : Мертел-Пойнт | Клімат : Мертел-Пойнт | Клімат : Мертел-Пойнт | Клімат : Мертел-Пойнт | Клімат : Мертел-Пойнт |
| Показник                | Січ.                  | Лют.                  | Бер.                  | Квіт.                 | Трав.                 | Черв.                 | Лип.                  | Серп.                 | Вер.                  | Жовт.                 | Лист.                 | Груд.                 | Рік                   |
| Абсолютний максимум, °C | 23,3                  | 29,4                  | 28,3                  | 32,8                  | 35,0                  | 35,6                  | 36,7                  | 34,4                  | 38,3                  | 38,9                  | 26,1                  | 22,8                  | 38,9                  |
| Середній максимум, °C   | 12,8                  | 13,3                  | 14,4                  | 15,6                  | 17,8                  | 20,0                  | 22,2                  | 22,8                  | 22,8                  | 19,4                  | 14,4                  | 11,7                  | 17,3                  |
| Середній мінімум, °C    | 2,8                   | 2,8                   | 3,9                   | 4,4                   | 6,7                   | 8,9                   | 10,6                  | 10,6                  | 8,3                   | 6,1                   | 4,4                   | 2,2                   | 6,0                   |
| Абсолютний мінімум, °C  | −11,1                 | −11,7                 | −3,9                  | −3,3                  | −1,1                  | 1,1                   | 3,9                   | 2,8                   | −0,6                  | −4,4                  | −7,8                  | −13,3                 | −13,3                 |
| Норма опадів, мм        | 227                   | 180                   | 171                   | 118                   | 73                    | 41                    | 10                    | 13                    | 31                    | 93                    | 220                   | 245                   | 1422                  |
| ----------------------- | --------------------- | --------------------- | --------------------- | --------------------- | --------------------- | --------------------- | --------------------- | --------------------- | --------------------- | --------------------- | --------------------- | --------------------- | --------------------- |
| Джерело:                |                       |                       |                       |                       |                       |                       |                       |                       |                       |                       |                       |                       |                       |

## Демографія
Згідно з переписом 2010 року, у місті мешкало 2514 осіб у 1027 домогосподарствах у складі 677 родин. Густота населення становила 600 осіб/км².  Було 1129 помешкань (269/км²).
Расовий склад населення:
| - 89,9 % — білих - 3,5 % — корінних американців - 0,4 % — чорних або афроамериканців - 0,2 % — азіатів - 0,1 % — вихідців з тихоокеанських островів - 1,1 % — осіб інших рас |

До двох чи більше рас належало 4,9 %. Частка іспаномовних становила 4,6 % від усіх жителів.
За віковим діапазоном населення розподілялося таким чином: 23,0 % — особи молодші 18 років, 55,2 % — особи у віці 18—64 років, 21,8 % — особи у віці 65 років та старші. Медіана віку мешканця становила 44,9 року. На 100 осіб жіночої статі у місті припадало 92,9 чоловіків;  на 100 жінок у віці від 18 років та старших — 92,5 чоловіків також старших 18 років.
Середній дохід на одне домашнє господарство  становив 48 610 доларів США (медіана — 36 935), а середній дохід на одну сім'ю — 56 845 доларів (медіана — 46 607). Медіана доходів становила 45 260 доларів для чоловіків та 26 875 доларів для жінок. За межею бідності перебувало 16,8 % осіб, у тому числі 16,0 % дітей у віці до 18 років та 8,0 % осіб у віці 65 років та старших.
Цивільне працевлаштоване населення становило 739 осіб. Основні галузі зайнятості: освіта, охорона здоров'я та соціальна допомога — 27,2 %, публічна адміністрація — 12,6 %, роздрібна торгівля — 8,9 %, будівництво — 8,8 %.